# 太書清
太書清（越南语：／，1873年—1950年9月3日），俗名阮玉書（Nguyễn Ngọc Thơ），本名阮文思（Nguyễn văn Tơ），越南高臺教頭師。

## 生平
1873年，阮玉書出生於朔莊省𣺽愁。
阮玉書逝世於庚寅年七月廿一（1950年9月3日），享壽77歲。:70

## 家庭

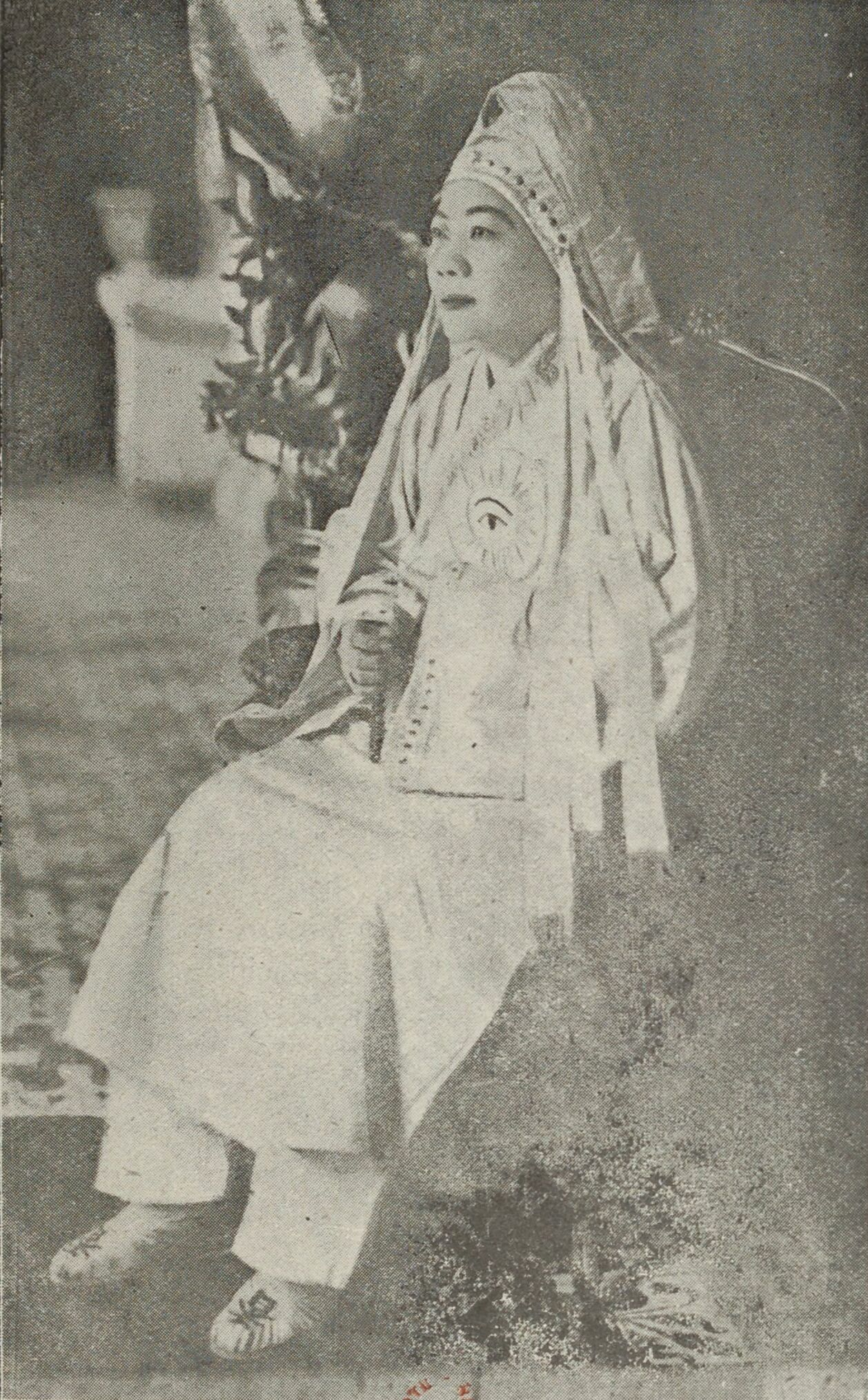
林玉清

太書清的妻子林香清（／）原名林玉清，起初爲黃玉磋（Huỳnh ngọc Xây）之妻，:179黃玉磋在1908年去世後，林玉清與阮玉書結爲夫妻。
阮玉書之女阮氏香（Nguyễn Thị Hương）嫁給了德流芳印館的擁有者張文俊（Trương văn Tuấn）。:57

## 著作
- 《五德良箴》（Ngũ Đức Lương Châm）[6]